# Оливија Шекспир
Оливија Шекспир (девојачко Такер; Острво Вајт, 17. март 1863 – Лондон, 3. октобар 1938) била је британска књижевница и покровитељка уметности. Написала је шест књига које су описане као романи о брачним проблемима. Њена дела су се слабо продавала, понекад по само неколико стотина примерака. Последњи роман, Ујка Хилари, сматра се њеним магнум опусом. Написала је две драме у сарадњи са Флоренс Фар.
Рођена је у породици пензионисаног генерала-ађутанта и била је слабо формално образована. Међутим, била је начитана и развила је љубав према књижевности. Године 1885. удала се за лондонског адвоката Хенрија Хоупа Шекспира, а 1886. родила је њихово једино дете, кћи Дороти. Током 1894. њена књижевна интересовања довела су до пријатељства са Вилијамом Батлером Јејтсом које је постало физички интимно 1896. Јејтс је изјавио да их „очекује много срећних дана“, али се афера завршила 1897. године. И поред краја везе, Јејст и Шекспирова су остали доживотни пријатељи и често су се дописивали. Октобра 1917. Јејтс се оженио са Џорџи Хајд Лис, нећаком Оливије Шекспир и Доротином најбољом пријатељицом.
Она је почела да организује недељне салоне које су посећивали Езра Паунд и други модернистички писци и уметници 1909. године, и постала је утицајна у лондонском књижевном друштву. Оливијина ћерка Дороти Шекспир удала се за Паунда 1914. године, упркос непостојању благослова родитеља. Након њиховог брака, Паунд је користио средства добијена од Оливије да пружа материјалну потпору Томасу Стернсу Елиоту и Џејмсу Џојсу. Када је Дороти родила сина Омара Паунда у Француској 1926. године, Оливија је преузела старатељство над дечаком. Живео је са њом до краја њеног живота, дванаест година касније (1938).

## Младост и брак
Оливијин отац, Хенри Тод Такер, рођен је у Единбургу и придружио се британској индијској војсци као заставник, са 16 година. Унапређен је у чин генерала-ађутанта у Бенгалу, али се пензионисао 1856. у 48. години живота, због лошег здравља. Годину дана након повратка у Британију оженио је Харијет Џонсон (р. 1821) из Бата. Пар се преселио на острво Вајт где су им рођене две ћерке: Флоренс 1858. и Оливија 17. марта 1863. године. Убрзо су се преселили у Сасекс где је рођено њихово треће дете, син Хенри, 1866. Током 1877. породица се преселила у Лондон и одгајала своје ћерке у друштвеном свету који је подстицао уживање у разоноди и доколици.
Оливија је често посећивала бројне рођаке у земљи, и постала је посебно драга свом рођаку Лајонелу Џонсону — једином од многих ујака и рођака који се нису придружили војсци — који је касније постао песник и пријатељ В. Б. Јејтса. Вероватно је да је Оливија имала мало формалног образовања; можда је била образована од стране тутора, и чини се да је постала начитана у младости.
1885. Оливија се удала за Хенрија Хоупа Шекспира, човека којег је Теренс Браун у књизи The Life of W.B. Yeats: A Critical Biography описао као „достојног“, али „досадног“. Рођен у Индији 1849. године, потицао је из породице произвођача ужади из Источног Лондона из 17. века. Као и Оливија, потекао је из војне породице, иако мањег престижа и богатства од Такерових и Џонсонових.
Хенри је похађао Хароу, студирао је право и придружио се једној адвокатској канцеларији 1875. Пар се венчао 8. децембра 1885, а медени месец провели су у Булоњу и Паризу. Оливијин отац их је обдарио удобним приходима у облику повереништва (траст). Девет месеци након венчања њихово једино дете, Дороти, рођена је 14. септембра 1886; Оливија је убрзо схватила да је брак лишен страсти. Јејтсов биограф Александар Џефарис пише: „себе није постављала у центар, била је несебична, дубоко маштовита и саосећајна и, све док није упознала Јејтса, изгледа да је прихватила као чињеницу свој несрећни брак без љубави“.
Оливијин супруг је раскинуо своје правно партнерство касних 1880-их — његов партнер је можда проневерио поверења клијената — и основао сопствену фирму. Харвуд пише да је Шекспиров став према ситуацији показао извесну дозу „плахости“ са његове стране и дефинитивну „несклоност сценама“. Током овог периода Оливија је прекинула дружења са супругама официра и почела је да пријатељује са књижевницама: Валентин Фокс (несрећно удата за произвођача пива из Кента) и Перл Крејги, разведеном америчком списатељицом која је објављивала под именом Џон Оливер Хобс.

## В. Б. Јејтс

### Пријатељство
Дана 16. априла 1894, у пратњи Перл Крејги, Оливија је присуствовала књижевној вечери поводом представљања Жуте књиге и седела је насупрот В. Б. Јејтса. Он се недавно вратио из посете Мод Гон у Паризу, Јејтс је био у Лондону ради продукције своје драме The Land of Heart's Desire. Њих двоје нису представљени те вечери, али се Јејтс, вероватно преко Лајонела Џонсона (који се напио и понашао недолично на вечери), распитивао за жену која је седела преко пута. Јејтс је био дубоко ганут, касније је у својим мемоарима о сусрету написао: „Приметио сам наспрам себе .... жена велике лепоте ... Била је изврсно одевена ...“
Убрзо након тога, Оливија је присуствовала игрању The Land of Heart's Desire, и била је дирнута представом. Желела је да упозна „високог и црнокосог” песника и замолила је Џонсона да позове Јејтса на чај 10. маја 1894, додајући својим рукописом позиву: „Биће ми драго да те видим”. У својим Мемоарима Јејтс ју је описао као „Дајана Вернон“, пишући: „У овој књизи не могу да јој дам право име — Дајана Вернон звучи пријатно  мојим ушима и биће подесно као и било које друго“. Брзо су успоставили снажно пријатељство, а Оливија је саосећајно слушала о његовој опсесивној љубави према Мод. Када је Јејтс касније описао њихово пријатељство, написао је: „Рекао сам јој о својој љубавној тузи, заиста је то била моја опсесија, никад ме не напуштајући ни дању ни ноћу“. У филму The Last Courtly Lover, Глорија Клајн сугерише да су Оливија и Јејтс започели пријатељство засновано на дискусијама о књижевности и његовој спремности да прегледа њен рад.
Џон Унтерекер у делу Faces and False Faces, види пријатељство као најважнији аспект у њиховом односу, објашњавајући, „она је у Јејтсу, као и он у њој, нашла особу која може да разговара о књижевности и идејама ... била је једна од ретких особа са којом је могао бити потпуно опуштен”. Упоређујући разлику између Мод и Оливије, он пише: „Мод Гон је пружила Јејтсу тему за поезију, 'занимљив' живот којем се надао, а Оливија Шекспир му је понудила одмор”.
Према Клинеу, Јејтс је упоредио Оливију са Дијаном, а Мод са Јеленом Тројанском; привлачиле су га тамнопуте жене, описујући Оливијину кожу као „мало тамнију него што би била кожа Гркиње, а коса јој је била веома тамна“. Књижевник Хамфри Карпентер пише да је Јејтсов утисак о Оливији био утисак о жени „дубокe културe, која зна француски, енглески и италијански и чинило се да је увек била у доколици. Њена природа је била нежна и контемплативна, и била је задовољна, изгледало јој је да нема више у животу осим доколице и разговора њених пријатеља“.
Ипак, радила је на свом трећем роману, Сат лепоте. Вероватно је Јејтс прочитао рукопис, предложио ревизије и можда је допринео карактеризацији. Клајн верује да су њих двоје започели пријатељство засновано на дискусијама о књижевности; Јејтсов биограф Фостер додаје да их је спојио заједнички интерес за окултизам. За Јејтса, који је тада имао 30 година, важан аспект њиховог пријатељства била је прилика за сексуални однос са женом, нешто што тада није искусио.
У августу се Јејтс вратио у Ирску. Наставио је преписку са Шекспировом, пишући јој о томе да је Мод недавно родила ћерку Изол. У својим писмима Оливија је можда била искрена о својим осећањима према њему; априла 1895. написао јој је: „Не жалим се више на твоје писање о љубави, него што бих се жалио на сликара портретисту који се држи портрета“.

### Љубавна афера
Јејтс је одложио посету Оливији у Лондону за месец дана; уместо тога се бринуо за Џонсона, који је био умешан у случај Вајлд и постао алкохоличар због чега је умро. Чинило се да је Јејтс убедио себе да Оливија и њен рођак деле ману, написавши: „Ево исте слабости за коју сам мислио ... Њена лепота ... мрачна и мирна, носила је племенитост поражених ствари... Требало ми је две недеље да одлучим шта да радим”. Направио је план да помири своју жељу са оним што је веровао да је њена настраност: тражиће да она остави мужа и да живи са њим. До тада је њихов однос био платонски.
Јејтс је коначно посетио Оливију у њеној кући на Порчестер скверу неколико недеља касније како би представио своје добро осмишљене намере, али, на његово збуњеност, Оливија му је изјавила да га воли. Несигуран у себе, узео је још једно одсуство, током којег је одлучио да ће, ако је Мод недостижна, или недоступна стицајем околности, имати Оливију. Због Јејтса, Оливија је била спремна да изгуби ћерку, финансијску сигурност, друштвени положај и наклоност своје породице. Иако је њен муж имао основа да тужи Јејтса и тиме уништи његову репутацију, њена најбоља узданица да не дође до потпуног краха, била је Шекспирова снажна несклоност прављењу јавних сцена. Онда је Јејтс поново изгубио живце, предлажући да свако тражи савет од пријатеља („спонзора“). Вероватно је одабрао Флоренс Фар за свог спонзора, док је Оливија одабрала Валентин Фокс - Харвуд нагађа да су спонзори саветовали њих двоје да наставе са афером, можда на Јејтсову нелагоду.
Петнаестог јула 1895. Јејтс и Оливија су отпутовали у Кент да посете Валентина Фокса; Харвуд каже да би путовање било, емотивно говорећи, веома интензиван излет. О путовању железницом, Јејтс је написао у својим мемоарима, „када је на нашем првом заједничком путовању железницом – требало да проведемо дан у Кенту – она ми је дала дуг страствени пољубац љубави, био сам запрепашћен и помало шокиран”. Наставили су да деле страственије пољупце у уметничким галеријама и у њеном дому.
Још увек узнемирен због понашања Лајонела, Јејтс се обратио Артуру Сајмонсу ради дружбовања и преселио се у собу поред његове у октобру 1895. Једног дана док је био заокупљен и размишљао о Мод, закључао се непосредно пре него што су Оливија и њен спонзор стигли у посету; чим је отишла, он је остао будан целу ноћ говорећи Сајмонсу о Мод У Лондон је отишла неколико недеља касније у кратку посету.
Јејтс је био амбивалентан према Оливији упркос саветима спонзора; без новца да је издржава, предложио јој је да тражи законско раздвајање (уместо развода), како би се избегао њен друштвени остракизам и финансијска пропаст. Биограф Езре Паунда, Џеј Вилхелм, сугерише да је Шекспир знао да Оливија воли Јејтса, али је изгледа више био забринут због губитка друштвеног статуса у случају развода, што је довело до тога да Јејтс и Оливија одлуче да је „било љубазније једноставно га преварити него потпуно напустити“.
У јануару 1896. Јејтс се поново преселио, у мали стан у Вобурн Плејсу, како би јој био ближе. Коначно, након наплате куповине кревета, са Јејтсом који је описао „неугодан разговор о ширини“, и његову нервозу која их је у почетку спречила да постану љубавници, на крају је написао у јануару 1896. „Коначно је дошла код мене у мојој тридесетој години ....и имали смо многе дане среће.“ Јејтсова срећа је очигледна у песмама које је писао у том периоду; за време трајања њихове афере, Оливија је изгледа била као муза песнику.
Шест месеци касније Јејтс се вратио у Ирску, а у августу је Оливија била у посети Валентину Фоксу са својим мужем где су је известили о очевој смрти. Отишла је на продужени боравак у Торки, где је остала до септембра пре него што је са супругом отишла у посету Шкотској. Јејтс је напустио Ирску и отишао у Париз да посети Мод у новембру, и вратио се у Лондон тек јануара 1897. године, а Мод је следила иза себе и стигла у Лондон у фебруару. Јејтс је написао о Модиној посети: „Мод ми је писала ... била је у Лондону и да ли бих дошао на вечеру. Вечерао сам са њом и моји проблеми су се повећали - она сигурно није ни помислила на несташлуке које је чинила – и коначно једног јутра .... [Оливија] је открила да моје расположење не одговара њеном и бризнула је у плач. „Постоји неко други у твом срцу“, рекла је. То је био раскид између нас дуги низ година”. Афера се завршила тог пролећа када се Јејтс поново вратио у Ирску. Оливија га више година није посетила у Вобурн Плејсу, како наводи Јејтсов биограф Ричард Елман.

## Пемброук
Оливијин живот није добро документован између 1897. и 1908. године. Посетила је свог рођака Лајонела последњи пут 1897. пре него што је био изолован због свог алкохолизма. Умро је сам, од последица церебралног крварења 1902. Године 1899. породица је претрпела неодређени финансијски проблем који ју је приморао да се преселе у стан у Бејсвотеру, у Пемброук Меншнс, који је њихов пријатељ описао као „непривлачну бејсвотерску сиротињу”. Неколико месеци касније умрла је Оливијина мајка. У року од недељу дана Оливија је добила писмо саучешћа од Јејтса, што је можда било прво писмо које је добила од њега за две године, од 1897. Неколико научника и биографа спекулише да су наставили своју љубавну везу у неком тренутку између 1903. и 1910. године; Биограф Паунда Вилхелм верује да су се помирили још 1903. док Јејтсови биографи Џефарес и Рос сугеришу да се афера вероватно поново распламсала у 1906.
Иако је породица добила наследство од Оливијине мајке, наставили су да живе у Бејсвотеру. Дороти је неко време била у интернату, након чега је послата на довршену школу у Женеви. Да би уштедела новац, породица је често напуштала Лондон током лета, да би одлазила у дуге посете рођацима у земљи, посебно њеном брату Хенрију Такеру. Тек 1905. породица је изнајмила кућу у Брунсвик Гарденсу, у близини Кенсингтонске палате, када се Дороти вратила кући да живи са родитељима.

## Дороти и Езра Паунд
Записи о Оливијином животу се настављају кроз Доротина писма и дневнике о доласку америчког песника Езре Паунда у Лондон 1909. По узору на своје пријатеље у друштву Кенсингтон, Оливија је једном недељно претварала свој дом у салон, чиме је започео важан период у њеном животу. Када се Јејтс вратио у Лондон те године, Оливија је постала центар цветајућег књижевног покрета. Јејтс је одржао салон у понедељак увече; они који су присуствовали обично су посећивали и Оливијину. Била је домаћин и постала веза за већи део предратних књижевних активности у Лондону. Међу значајним учесницима су били Паунд, Хилда Дулитл, Јејтс, Виндем Луис, Анри Годије-Бжеска, Волтер Морс Рамел, Ричард Алдингтон, Вилијам Карлос Вилијамс, Т. Е. Хулм и Џон Курнос. Скупови су одржавани у њеној соби за цртање, месту које је Паунд у писму описао као „пуно беле магије“. Оливија је до сада била познати окултиста и водила је сеансе у свом салону. Постала је добро упућена у астрологију и хиромантију, преневши оно што је знала Дороти, која је делила њено интересовање. Обоје читају гриморијуме; Оливија је била стручњак за „цртање окултних симбола“ и прилично упозната са симбологијом окултизма. Оливија је упознала Паунда у јануару 1909. у салону у Кенсингтону чији је домаћин био пријатељ; позвала га је на чај 16. фебруара 1909. и, на његово инсистирање, упознала је Паунда са Јејтсом у мају 1909. Јејтс се вратио у Лондон и започео темељно истраживање спиритуализма и окултизма, обраћајући се Оливији за савет. Одвела је младог америчког песника у Јејтсову собе у Вобурн Плејсу, подстичући њихову везу.
Дороти се убрзо заљубила у Паунда. Крајем 1909. и почетком 1910. Оливија и Дороти су присуствовале његовим предавањима на Лондонској Политехници; јуна 1910. придружили су му се у Сирмионеу у Италији. Из разлога који биографима нису били јасни, Оливија је забранила да пишу једно другом током његове продужене посете Њујорку од 1910. до 1911. Упркос ограничењу, изгледа да је Дороти сматрала да је верена са Паундом, иако није сигурна да ли намерава да остане у Њујорку или да се врати у Лондон.
Године 1910. Јејтс је мислио да његов хороскоп предлаже повратак Оливији; удаљио се од Мод и у јуну је почео чешће да виђа Оливију. Паунд је волео Оливију, што је можда изазвало Јејтсову љубомору, као када је, на пример, Паунд упознао њих двоје у позоришту и потом их одвео на чај - прилика када је Јејтс био изузетно груб према Паунду. Годину дана касније, Оливија је упознала Јејтса са Џорџи Хајд-Лис, својом осамнаестогодишњом полунећаком и Доротином најбољом пријатељицом, за коју се Јејтс на крају оженио.
Паунд се вратио из Америке 1911. и наставио своје посете Оливији и Дороти, придржавајући се Оливијиних ограничења. Тог октобра, Паун је формално тражио да ожени Дороти; њен отац је то одбио на основу Паундових оскудних прихода. Ни Дороти ни Паунд нису одустали: он је поново затражио дозволу да се ожени њоме у марту 1912, али је поново одбијен. Дороти је мислила да су наставили да буду верени, иако су им биле дозвољене само кратке посете у породичном салону једном недељно или сваке две недеље.
Оливија је постала забринута за своју ћерку након што је Хилда Дулитл, која је такође веровала да је верена за Паунда, стигла у Лондон 1911. Оливија је пожелела добродошлицу Х. Д. у свој дом, али је била сведок интеракције између Дороти, Паунда, Х. Д. и Ричарда Алдингтона, за кога се Х. Д. венчала 1913. Септембра 1912. Оливија је написала оштро писмо Паунду, у којем му је јасно рекла да прекине пријатељство са Дороти.
Године 1913, Оливија је упознала Паунда са вајаром вортицистом Хенријем Гаудије-Бжеском на уметничкој изложби у Алберт Холу. На истој изложби вајар је упознао Нину Хамнет, коју је касније користио као модел за серију бронзаних актова, од којих је један купила Оливија. Године 1914, Оливија је превела гриморијум за Јејтса и Паунда, који су провели од новембра 1913. до јануара 1914. на селу у Стоун Котиџу у Ешдаун шуми — Паунд је био Јејтсов секретар — истраживао је окултизам. Прочитали су неколико гриморијума, а Оливија им је дала превод дела опата од Виљара из 1670. гриморијум Le Comte de Gabalis. Њен превод је касније те године објављен у књижевном часопису The Egoist.
До 1914. Оливија је изгледа схватила да је Дороти одлучна да се уда за Паунда и коначно је пристала; иронично је да је Паунд тада зарађивао мање него 1911. Хоуп Шекспир је попустио када је пар пристао да организује црквено венчање, а не  грађанску церемонију. Венчање је одржано 20. априла 1914. Оливија им је поклонила два рана цртежа Пабла Пикаса.

## Каснији живот и смрт
Након Доротиног венчања, велики део информација о Оливијином животу престаје. Иселила се из Брунсвик Гарденса 1924. бацивши личну преписку и поклонивши стотине књига. Хоуп Шекспир је умрла 5. јула 1923; за неколико месеци Оливија се преселила у стан у Западном Кенсингтону, и повела је са собом две слушкиње које су деценијама биле са породицом. Њен живот се наставио непромењен, испуњен друштвеним догађајима. У септембру 1926. Дороти је родила сина, Омара Паунда en:Omar Pound, који је 1927. доведен из Француске како би га одајали у Енглеској. Оливија је постала његов старатељ, а Дороти је проводила лета са мајком и сином.
Током 1926. Јејтс је провео неколико недеља у Лондону, вероватно често посећујући Оливију. Показао је жаљење због свог понашања 1897, пишући јој: „Јуче сам наишао на две ваше ране фотографије ... Ко је икада имао такав профил?— Профил са сицилијанског новчића. Човек се осврће на своју младост као на шољу коју је напола окусио луд човек који умире од жеђи. Питам се да ли се тако осећате?" Њих двоје су одржавали преписку, као и дуги низ година.
Оливија је наставила да се дружи и имала је много пријатеља, од којих је један, Виндем Луис, насликао њен портрет; уживао је у њеном друштву упркос томе што му је било тешко да се повеже са другима. Престала је да пише, али је остала страствени читалац, окрећући се детективским причама за лакше олакшање, иако је такође држала корак са књижевним ауторима. Спријатељила се са Томасом Макгривијем, кога је позвала на чај, касније му је писала: „WBY ми је дао ново издање Everies and the Veil, и ја га поново читам. Веома је лепо урађено. Имао је око 29 када сам га први пут упознала“. Макгриви је рекао Јејтсу да је Оливија „увек била симбол елеганције, нека врста слике од злата и слоноваче“. Харвуд о њој пише: „Оливија Шекспир је била авангардна у књижевности, агностик у религији и конзервативна у политици, барем касније у животу”.
Оливијина преписка са Паундом настављена је током 1920-их и 1930-их, када је делимично деловала као његов агент у Лондону. Године 1924., на Паундов захтев, примила је Џорџа Ентхеила у свој друштвени круг, набавила уметничка дела и књиге које су послате Дороти и Езри у Рапалу и посредовала у спору између Паунда и Луиса. Била је незаинтересована за Паундовe политичке и економске ставове и посебно није волела његове касније песме. Након смрти њеног мужа, Оливијин приход био је довољан да има удобан начин живота. Током 1920-их и 1930-их постепено је повећавала Доротин приход (који је такође увећан разним породичним завештањима), а 1930-их је инвестирала у Доротино име, шаљући приход Дороти и Паунду. У сасвим стварном смислу, према Харвуду, Оливија Шекспир је „неопевана хероина“ модернистичког периода, јер је то велики део новца који је касније Езра Паунд великодушно користио за подршку писцима који су у проблемима, као што су Томас Стернс Елиот и Џејмс Џојс.

Преминула је од компликација изазваних болешћу жучне кесе 3. октобра 1938. Дан пре своје смрти написала је у писму Дороти: „У понедељак сам се изненада разболела од проблема са жучном кесом—ужасан бол—послат по доктора Барнса—дао ми је дрогу и инјекцију и бол је постепено нестао ... Каже да идем добро, али наравно да се осећам прилично олупино”. Умрла је следећег дана од срчаног удара.Џон Унтерекер верује да је Оливијина смрт сломила Јејтса, који је умро само неколико месеци касније, јер је додала топлину његовом животу. Јејтс је написао о њеној смрти:
Оливија Шекспир је изненада умрла. Више од четрдесет година она је била центар мог живота у Лондону и за све то време никада нисмо имали свађу, тугу понекад, али никада разлику. Када сам је први пут срео, била је у касним двадесетим, али је изгледала као љупка млада девојка. Када је умрла, била је љупка старица ... Потицала је од дугог низа војника и током последњег рата сматрала је својом дужношћу да остане у Лондону кроз све ваздушне нападе. Није била више љупка него угледна - шта год да се догодило, никада није изгубила самоћу ... За сада не могу да поднесем помисао на Лондон. Свуда ћу наћи њену успомену. Дороти је била болесна када јој је мајка умрла, неспособна да отпутује у Лондон. Послала је Паунда да организује сахрану и рашчисти кућу. Езра је прегледао Оливијину преписку и вратио Јејтсу многа њена писма. Унтерекер пише да се Јејтс потрудио да преписка остане приватна: „Непосредно пре своје смрти он је методично уништио велику групу писама Оливији Шекспир. Писма су му враћена након њене смрти. Јејтс је желео да их нико не чита“.
Лајонелу Џонсон је посветила The False Laurel, објављену 1896. године. Радња приказује песникињу која се заљубљује и удаје за безобразног младог песника, одричући се сопственог стваралаштва да би се побринула за његове потребе. Постаје јој досадно, напише успешан комад, а онда полуди. The False Laurel је била најмање успешна од њених књига, продата је у мање од 200 примерака. Добила је лошу рецензију од The Bookman али добру од The Athenaeneum.
Rupert Armstrong су 1899. објавили Harper and Brothers. Књига је посвећена Валентину Фоксу. У овом, четвртом роману у опусу Шекспирове, Харвуд верује да су њено писање и глас постали оригиналнији. Компликована радња — борба мајке и ћерке за „поседовање [очеве] уметничке душе“ — показује наговештаје инцестуозне љубави, тему која се налази у њеном каснијем делу. Књига је написана током афере са Јејтсом, Харвуд види ликове као представљене „у прецизном, горком интензитету за разлику од било чега у ранијим делима“.
The Devotees је објављен у децембру 1900. Попут књиге Rupert Armstrong, радња Тhe Devotees приказује благо инцестуозну љубав: младић и девојка, одгајани заједно од детињства, деценијама се посвећују његовој мајци зависници од дроге пре него што ступе у брак. Рецензије су углавном биле неповољне.
Њен последњи роман, Uncle Hilary, објављен је 1910. године и сматра се њеним најбољим делом. О Uncle Hilary Џејн Елдриџ Милер пише у књизи Rebel Women: Feminism, Modernism, and the Edwardian Novel: „Шекспирова показује начине на које тај идеал води до разочарања и огорчености“. У компликованом заплету млада жена се несвесно удаје за свог очуха, напушта га и прихвата понуду за брак од свог старатеља. Харвуд верује да су њен брак без љубави, љубавна веза са Јејтсом, фрустрација са Дороти и Паундова неверност, изградили у њој снагу и прихватање живота који се граничио са духовним и више није морала да пише.
Милер пише да у роману Оливија истражује „законе брака, разводе и бигамију“, са фокусом на природу романтичне љубави — одбачене у корист духовних и интелектуалних тежњи. Леон Сурет пише у The Birth of Modernism, Оливијин Uncle Hilary истиче везе између спиритуализма, окултизма и феминизма, видећи Uncle Hilary као феминистички роман који описује као „прилично читљив“.
Џејн Милер карактерише њена дела као романе о „брачним проблемима” у којима се супруга суочава са стварношћу брака, његовим ограничењима и потребом за постизањем независности. Проналазећи интересе ван брака, жена губи огромну потребу за љубављу унутар брака. Милер пише да у Uncle Hilary ауторка истражује питања попут закона о браку, развода и бигамије, док се фокусира на природу романтичне љубави. Оливија је у делу Uncle Hilary написала о љубави: „Љубав је најгоре ропство које постоји ... то је најупорнија илузија“.

## Дела
Романи
- Love on a Mortal Lease (1894) – WorldCat
- The Journey of High Honour (1894) – WorldCat
- The False Laurel (1896) – WorldCat
- Rupert Armstrong (1898) – WorldCat
- The Devotees (1904) – WorldCat
- Uncle Hilary (1909) – WorldCat

Новела
- Beauty's Hour (1896) .  9781943910403 (реиздање)

Драмски комади
- The Beloved of Hathor (1902) .  9781177395977 (реиздање, такође укључује дело The Shrine of the Golden Hawk)
- The Shrine of the Golden Hawk (1902)